# Archeogenetica
L'archeogenetica è una disciplina che si basa sull'applicazione delle tecniche molecolari negli studi di genetica di popolazione, per lo studio del passato umano, attraverso l'analisi di campioni di DNA antico. Il termine fu coniato da Colin Renfrew nel 2000 allo scopo di identificare le nuove ricerche per lo studio della storia delle popolazioni umane in Europa.

## Caratteristiche
con il termine DNA antico (aDNA) si indica qualsiasi traccia di DNA proveniente da un organismo morto o da parte di esso, ma anche dai resti biologici, non recenti, come gocce di sangue coagulato o cellule epiteliali. Il DNA antico ottenuto da reperti scheletrici antichi deriva in massima parte dal tessuto osseo maturo, ove gli osteociti vanno incontro a degradazione autolitica nel corso del tempo. Questo altissimo fattore di deperimento comporta una particolare attenzione alle tempistiche e le condizioni di prelievo.

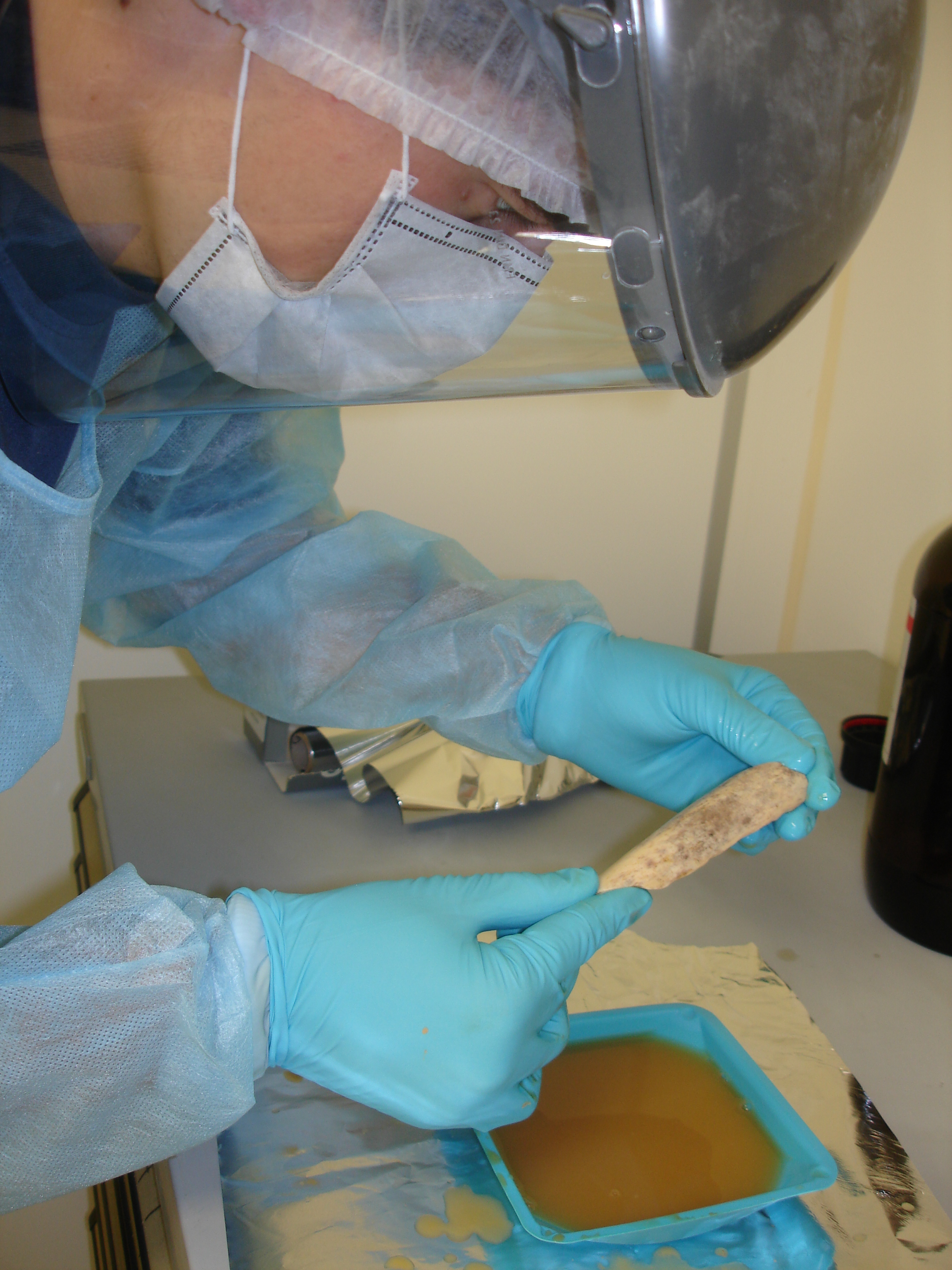
Preparazione del campione per l'analisi.

Struttura del DNA.

L'analisi del DNA antico nasce negli anni ottanta ad opera di un gruppo di ricercatori allievi di Allan Wilson, cioè Russell Higuchi, Svante Paabo e Mark Stoneking. L'idea di provare a estrarre materiale genetico da campioni archeologici e fossili sembrava, inizialmente, impossibile a farsi e quindi solo una semplice ipotesi intellettuale ma, ben presto, divenne un importante campo in continuo sviluppo della moderna biologia molecolare, grazie al quale divenne possibile studiare il patrimonio genetico di specie estinte mettendolo a confronto con quello di specie ancora esistenti, cercando anche di far luce sull'origine dell'umanità. La scoperta della reazione a catena della polimerasi (PCR) da parte del biochimico statunitense Kary Banks Mullis nel 1983 ha permesso all'antropologia molecolare di accelerare e perfezionare il suo sviluppo verso analisi sempre più complesse e sofisticate.
Come conseguenza della morte, il DNA contenuto nell'organismo va incontro a una serie di processi degradativi che ne modificano le proprietà chimico-fisiche: processi che sono presenti anche durante le fasi vitali, ma grazie ai meccanismi di riparazione funzionanti gli organismi riescono a sopravvivere.
I fattori che contribuiscono alla degradazione della molecola sono:
- idrolisi (porta alla perdita delle basi azotate);
- azione ossidativa dell'ossigeno (produzione di radicali liberi);
- pH non neutro (attacca i legami a idrogeno e i gruppi ossidrili o provoca la depurinazione);
- temperature elevate (mettono alla prova i legami a idrogeno e le forze di Van der Waals favorendo inoltre il proliferare di batteri, muffe e altri organismi che contaminano in modo molto consistente il materiale genetico), basse temperature invece inibiscono le attività enzimatiche risultando vantaggiose per una conservazione a lungo termine come è avvenuto per l'uomo del Similaun risalente a 5000 anni fa, il cui DNA è ben conservato;
- radiazioni UV (determinano la comparsa di crosslink intermolecolari che invalidano la PCR);
- attività enzimatiche all'interno della cellula;
- presenza di acidi umici nel terreno.

A causa di questi fattori, è molto raro riuscire a estrarre lunghi filamenti di DNA da resti antichi, sarà utile quindi indagare considerando molecole le cui dimensioni medie non superino le 150-300 pb.
In questi ultimi anni, un apporto fondamentale agli studi antropologici è venuto da discipline come l'archeogenetica che, grazie a innovative tecniche di indagine molecolare, ha permesso la risoluzione di lunghe controversie di carattere popolazionistico ed evoluzionistico, consentendo agli esperti di poter prediligere una ben precisa ipotesi fra le molte che si erano delineate utilizzando i soli metodi comparativi.
La genetica trova quindi una vasta applicazione in questo settore di ricerca, che possiamo riassumere in:
- determinazione del sesso (informazione fondamentale per la conoscenza della struttura biologica di una popolazione o il sesso degli inumati di una sepoltura);
- studio delle paleopatologie (diffusione di agenti infettivi che sono correlati a fattori socioeconomici o patologie ereditarie di rilevanza a livello popolazionistico);
- riconoscimento individuale e determinazione delle relazioni parentali;
- applicazioni evolutive;
- applicazioni popolazionistiche.